# Olympische Geschichte Kambodschas
| Gelbes Symbol für Goldmedaillen mit stilisierten Olympischen Ringen | Graues Symbol für Silbermedaillen mit stilisierten Olympischen Ringen | Braundes Symbol für Bronzemedaillen mit stilisierten Olympischen Ringen |
| ------------------------------------------------------------------- | --------------------------------------------------------------------- | ----------------------------------------------------------------------- |
| —                                                                   | —                                                                     | —                                                                       |

Kambodscha, dessen NOK, das National Olympic Committee of Cambodia, 1984 gegründet und 1994 vom IOC anerkannt wurde, nimmt schon seit 1964 an Olympischen Sommerspielen teil. Schon 1956 wurden zwei Reiter zu den Reiterspielen von Stockholm geschickt. Eine weitere Teilnahme kambodschanischer Sportler erfolgte 1972 unter der Bezeichnung Khmer Republic. In den nächsten 24 Jahren blieb Kambodscha den Olympischen Spielen fern, erst seit 1996 ist das Land ständiger Teilnehmer an Sommerspielen. An Winterspielen nahmen bislang keine Sportler aus Kambodscha teil. Jugendliche Athleten nahmen an beiden bislang ausgetragenen Jugend-Sommerspielen teil.

## Übersicht

### Sommerspiele
Die erste Olympiamannschaft Kambodschas nahm 1956 an den Reiterspielen von Stockholm teil und bestand aus zwei Springreitern. Isoup Ganthy und Saing Pen waren am 17. Juni 1956 die ersten Olympioniken Kambodschas. Bei folgenden Teilnahmen gingen kambodschanische Sportler in den Sportarten Boxen, Radsport und Segeln (seit 1964), Leichtathletik und Schwimmen (seit 1972), Ringen (seit 1996) sowie im Judo und Taekwondo (seit 2012) an den Start. Die erste Frau Kambodschas bei Olympischen Spielen war am 1. September 1972 die Leichtathletin Meas Kheng.

### Jugendspiele
Drei jugendliche Sportler, zwei Jungen und ein Mädchen, gingen bei der ersten Austragung von Olympischen Jugend-Sommerspielen 2010 in Singapur im Judo, Schwimmen und in der Leichtathletik an den Start. Die Judoka Sothea Sam gewann im Fliegengewicht die Bronzemedaille.
2014 in Nanjing nahmen wiederum drei Athleten, ein Junge und zwei Mädchen, teil. Sie traten in der Leichtathletik, im Schwimmen und Ringen an. Medaillen konnten keine gewonnen werden.

## Übersicht der Teilnehmer

### Sommerspiele
| Jahr      | Athleten           | Athleten           | Athleten           | Flaggenträger      | Sportarten         | Sportarten         | Sportarten         | Sportarten         | Sportarten         | Sportarten         | Sportarten         | Sportarten         | Sportarten         | Medaillen          | Medaillen          | Medaillen          | Medaillen          | Rang               |  |  |       |
| Jahr      | Gesamt             | Männer             | Frauen             | Flaggenträger      | Schießen           | Athletics          | Fechten            | Boxen              | Ringen             | Bogenschießen      | Tischtennis        | Schwimmen          | Taekwondo          | Reiten             | Judo               | Triathlon          |                    | Rang               |  |  | Total |
| --------- | ------------------ | ------------------ | ------------------ | ------------------ | ------------------ | ------------------ | ------------------ | ------------------ | ------------------ | ------------------ | ------------------ | ------------------ | ------------------ | ------------------ | ------------------ | ------------------ | ------------------ | ------------------ |  |  | ----- |
| 1896–1952 | nicht teilgenommen | nicht teilgenommen | nicht teilgenommen | nicht teilgenommen | nicht teilgenommen | nicht teilgenommen | nicht teilgenommen | nicht teilgenommen | nicht teilgenommen | nicht teilgenommen | nicht teilgenommen | nicht teilgenommen | nicht teilgenommen | nicht teilgenommen | nicht teilgenommen | nicht teilgenommen | nicht teilgenommen | nicht teilgenommen |  |  |       |
| 1956      | 2                  | 2                  | 0                  |                    | 2                  |                    |                    |                    |                    |                    |                    |                    |                    |                    |                    |                    |                    |                    |  |  |       |
| 1960      | nicht teilgenommen | nicht teilgenommen | nicht teilgenommen | nicht teilgenommen | nicht teilgenommen | nicht teilgenommen | nicht teilgenommen | nicht teilgenommen | nicht teilgenommen | nicht teilgenommen | nicht teilgenommen | nicht teilgenommen | nicht teilgenommen | nicht teilgenommen | nicht teilgenommen | nicht teilgenommen | nicht teilgenommen | nicht teilgenommen |  |  |       |
| 1964      | 13                 | 13                 | 0                  |                    |                    | 4                  | 6                  | 3                  |                    |                    |                    |                    |                    |                    |                    |                    |                    |                    |  |  |       |
| 1968      | nicht teilgenommen | nicht teilgenommen | nicht teilgenommen | nicht teilgenommen | nicht teilgenommen | nicht teilgenommen | nicht teilgenommen | nicht teilgenommen | nicht teilgenommen | nicht teilgenommen | nicht teilgenommen | nicht teilgenommen | nicht teilgenommen | nicht teilgenommen | nicht teilgenommen | nicht teilgenommen | nicht teilgenommen | nicht teilgenommen |  |  |       |
| 1972      | 9                  | 8                  | 1                  | Chaing Cheng       |                    | 1                  |                    |                    | 4                  | 4                  |                    |                    |                    |                    |                    |                    |                    |                    |  |  |       |
| 1976–1992 | nicht teilgenommen | nicht teilgenommen | nicht teilgenommen | nicht teilgenommen | nicht teilgenommen | nicht teilgenommen | nicht teilgenommen | nicht teilgenommen | nicht teilgenommen | nicht teilgenommen | nicht teilgenommen | nicht teilgenommen | nicht teilgenommen | nicht teilgenommen | nicht teilgenommen | nicht teilgenommen | nicht teilgenommen | nicht teilgenommen |  |  |       |
| 1996      | 5                  | 3                  | 2                  | To Rithya          |                    |                    |                    |                    | 2                  | 2                  | 1                  |                    |                    |                    |                    |                    |                    |                    |  |  |       |
| 2000      | 4                  | 2                  | 2                  | To Rithya          |                    |                    |                    |                    | 2                  | 2                  |                    |                    |                    |                    |                    |                    |                    |                    |  |  |       |
| 2004      | 4                  | 2                  | 2                  | Hem Kiry           |                    |                    |                    |                    | 2                  | 2                  |                    |                    |                    |                    |                    |                    |                    |                    |  |  |       |
| 2008      | 4                  | 2                  | 2                  | Hem Bunting        |                    |                    |                    |                    | 2                  | 2                  |                    |                    |                    |                    |                    |                    |                    |                    |  |  |       |
| 2012      | 6                  | 3                  | 3                  | David Sorn         |                    |                    |                    |                    | 2                  | 2                  |                    | 1                  | 1                  |                    |                    |                    |                    |                    |  |  |       |
| 2016      | 6                  | 2                  | 4                  | Sorn Seavmey       |                    |                    |                    |                    | 2                  | 2                  | 1                  |                    | 1                  |                    |                    |                    |                    |                    |  |  |       |
| Gesamt    | Gesamt             | Gesamt             | Gesamt             | Gesamt             | Gesamt             | Gesamt             | Gesamt             | Gesamt             | Gesamt             | Gesamt             | Gesamt             | Gesamt             | Gesamt             | 0                  | 0                  | 0                  | 0                  | -                  |  |  |       |

### Winterspiele
| Jahr      | Athleten           | Athleten           | Athleten           | Flaggenträger      | Sportarten         | Medaillen          | Medaillen          | Medaillen          | Medaillen          | Medaillen          |
| Jahr      | Gesamt             | m                  | w                  | Flaggenträger      | Sportarten         |                    |                    |                    | Gesamt             | Rang               |
| --------- | ------------------ | ------------------ | ------------------ | ------------------ | ------------------ | ------------------ | ------------------ | ------------------ | ------------------ | ------------------ |
| 1924–2018 | nicht teilgenommen | nicht teilgenommen | nicht teilgenommen | nicht teilgenommen | nicht teilgenommen | nicht teilgenommen | nicht teilgenommen | nicht teilgenommen | nicht teilgenommen | nicht teilgenommen |
| Gesamt    | Gesamt             | Gesamt             | Gesamt             | Gesamt             | Gesamt             | 0                  | 0                  | 0                  | 0                  | -                  |

## Medaillengewinner

### Goldmedaillen
Bislang (Stand 2017) keine Medaillengewinner

### Silbermedaillen
Bislang (Stand 2017) keine Medaillengewinner

### Bronzemedaillen
Bislang (Stand 2017) keine Medaillengewinner